# Veronica Mars (personaggio)
Veronica Mars è il personaggio protagonista dell'omonima serie televisiva. È interpretata da Kristen Bell.

## Storia del personaggio

### Biografia
Veronica ha 17 anni e vive a Neptune in California. Durante la prima stagione della serie è una Junior alla Neptune High School. Figlia dello sceriffo della Contea di Balboa, Veronica vive una vita spensierata. È fidanzata con Duncan Kane, fratello di Lilly, sua migliore amica. Insieme al fidanzato di Lilly, Logan Echolls, i quattro sono i più conosciuti del gruppo dei ricchi e popolari "09ers" (nome derivato dal codice 90909, che contraddistingue la zona più ricca della città) che governano la scena sociale del Neptune High. Veronica non fa parte di una famiglia privilegiata, ma fa parte del gruppo in quanto fidanzata di Duncan. Senza dubbio la posizione di suo padre le dà una certa influenza.
Un giorno Duncan smette di parlare con Veronica e chiede a Lilly di riferirle che loro relazione è finita. Lilly cerca di consolare la sua amica ma, qualche giorno dopo, viene ritrovata brutalmente assassinata nella casa della sua ricca famiglia. Il padre di Veronica, lo sceriffo Keith Mars, accusa dell'omicidio Jake Kane, padre di Lilly, un miliardario proprietario di un'azienda di software. La città rimane sconvolta dall'accusa e Keith si trova ben presto tagliato fuori dal caso. La ricca comunità degli 09ers chiede un'elezione d'emergenza per votare un nuovo sceriffo. La credibilità di Keith subisce un altro colpo quando il suo successore, lo sceriffo Don Lamb, arresta un impiegato della Kane Software, Abel Koontz, che aveva confessato l'omicidio di Lilly.
Lo shock distrugge la famiglia Mars e, pochi mesi dopo, la madre di Veronica abbandona marito e figlia. Nel decidere di appoggiare suo padre, Veronica si trova ben presto esclusa dalla scena sociale degli 09ers e da tutti quelli che un tempo erano i suoi amici.
Due mesi dopo la morte di Lilly, Veronica partecipa ad un party di capodanno a casa di Shelly Pomroy, per sfidare Logan e i suoi amici e dimostrare che tutto ciò che si dice sul suo conto è falso. Quella sera a Veronica viene dato un drink di rum, coca e rohypnol. Veronica si sveglia sul letto della camera degli ospiti di Shelly Pomroy senza biancheria intima addosso né ricordi della notte precedente. Con il cuore spezzato capisce di essere stata stuprata quando trova le sue mutandine bianche sul pavimento. Si reca al Dipartimento dello Sceriffo per denunciare il suo stupro, ma lo Sceriffo Lamb non crede alla sua storia, le dà della bugiarda e la caccia dal suo ufficio. Veronica dopo ciò si trasforma interiormente: diventa cinica, piena di disprezzo e disgusto verso i suoi compagni di classe e il sistema della città di Neptune divisa in classi. Comincia a spendere il suo tempo e le sue energie aiutando suo padre a creare una propria agenzia investigativa. Ma il destino le fa incontrare un nuovo studente, Wallace Fennel, con il quale stringe una solida amicizia. Veronica comincia così ad usare il suo talento investigativo per aiutare alcuni studenti e si trova faccia a faccia con i suoi precedenti amici e le loro vite corrotte.
Veronica scoprirà che il drink che aveva bevuto al party di Shelly Pomroy era stato corretto con GHB da Dick Casablanca per la fidanzata Madison Sinclair che però lo aveva dato a Veronica dopo averci sputato dentro perché aveva visto Veronica amoreggiare con Dick. Veronica scoprirà che è stato Duncan a stuprarla, ma Logan le rivela che l'amico, durante il rapporto, era sotto l'influenza della stessa droga data a Veronica. Duncan però rivela a Veronica che era consenziente nonostante fosse sotto l'influenza della droga, ma lui se ne era andato il mattino dopo perché i suoi genitori gli avevano detto che Veronica era sua sorella (dichiarazione che si scoprirà essere falsa) e che aveva sbagliato a fare l'amore con lei, ma che non riusciva a smettere di amarla.
Alla fine della seconda stagione, Veronica scopre che fu Cassidy "Beaver" Casablancas a stuprarla dato che quella stessa notte e le aveva trasmesso la chlamydia. Veronica capirà quindi di essere stata con Duncan dopo Cassidy.

### Detective
Da quando suo padre è diventato un investigatore privato, Veronica lavora dopo la scuola come segretaria della Mars Investigazioni, l'agenzia di suo padre. Sebbene le sia vietato di trattare alcuni casi, Veronica spesso oltrepassa i suoi limiti e risolve i casi prima di suo padre. Oltre a questi casi, si trova a volte a dover lavorare per la Neptune High scoprendo gli hacker che agiscono sui computer della scuola, scoprendo i segreti di genitori di alcuni studenti, ritrovando la mascotte della scuola che è stata rubata. Se da una parte il lavoro di Veronica la porta a scontrarsi con gli 09ers, dall'altra consente a Veronica di crearsi dei nuovi amici e alleati alla Neptune High. Nel corso delle sue investigazioni, Veronica è costretta a commettere molte azioni illegali che la portano a domandarsi delle conseguenze morali della sua vendetta contro l'establishment.
Veronica fa sempre in modo di essere un passo avanti a suo padre e il vicepreside Clemmons grazie all'occasionale aiuto del suo migliore amico Wallace Fennel e del compagno Eli "Weevil" Navarro, leader dei PCH.
Veronica viene inoltre aiutata dal suo a volte amico, a volte nemico Logan Echolls (Jason Dohring). Una volta amico intimo, Logan aiutò ad organizzare la lista nera di Veronica tra gli 09ers. I due furono avversi in diverse occasioni prima che Logan chiedesse aiuto a Veronica per ritrovare sua madre, Lynn Echolls, poiché sosteneva che aveva solo inscenato la sua morte buttandosi nell'oceano da un ponte. Ancora ferito dall'abbandono di sua madre poco tempo dopo la morte di Lilly, Veronica si mette nei panni di Logan e i due chiariscono le loro divergenze.
Verso la fine della terza stagione, Veronica completa con successo il suo esame di stato della California per ricevere la licenza ufficiale come detective sebbene il suo punteggio all'esame (95) sia leggermente inferiore di quello di suo padre (97).

## Vita sentimentale

### Duncan Kane
Veronica e Duncan rimasero fidanzati approssimativamente fino a settembre 2003. Sia la madre di Veronica, Lianne Mars, sia la madre di Duncan, Celeste Kane, erano contro la relazione tra i due ragazzi sebbene Veronica non ne sapesse il motivo. Celeste rivelò a Duncan che suo padre Jake aveva avuto un relazione con Lianne e che Veronica sarebbe potuta essere sua sorella da parte di padre. Duncan decide così di rompere con Veronica non spiegando però alla ragazza le ragioni di quel gesto. Keith Mars alla fine della prima stagione farà un test di paternità grazie al quale viene provato senza ombra di dubbio che Veronica è sua figlia e non di Jake Kane.
Nell'estate tra la prima e la seconda stagione, Veronica e Duncan tornano insieme per il diciottesimo compleanno della ragazza. I due stanno insieme fino a metà della seconda stagione. All'insaputa di Duncan, la sua ex-ragazza Meg Manning era rimasta incinta prima che lui la lasciasse. Meg si trovava sul bus che ebbe l'incidente all'inizio della seconda stagione e la ragazza muore poco tempo dopo essersi risvegliata dal coma. La figlia di Duncan riesce comunque a nascere poco prima che la madre muoia. Per prevenire che i genitori di Meg ottengano la custodia della bambina, Duncan decide di lasciare il paese insieme alla figlia. Veronica lo aiuta a lasciare lo stato, nonostante il loro addio si trasformi in un lungo pianto.

### Troy Vandegraff
Troy Vandegraff è un amico d'infanzia di Duncan Kane che frequentò la Neptune High per breve tempo nella prima stagione. Nonostante le strane voci che circolano su Veronica all'interno della scuola, Troy si prende una cotta per lei. Inizialmente Veronica è riluttante all'idea di uscire con lui, ma cambia idea quando capisce che il ragazzo non ha cattive intenzioni nei suoi confronti. Nel quinto episodio tuttavia, Troy la inganna facendosi aiutare, all'insaputa della ragazza, a scappare con la scusa che i suoi lo vogliono mandare in un'altra scuola; in verità Troy vuole scappare con una ragazza più grande. Veronica capisce il suo piano e cerca di intralciarlo.
Veronica non incontra Troy fino all'episodio L'amico del college della seconda stagione quando entrambi visitano l'Hearst College. Sebbene Veronica si dimostri fredda nei confronti del ragazzo, Troy insiste col sostenere di essere cambiato. Egli le rivela anche che i suoi sentimenti verso di lei erano sinceri quando stavano insieme e si scusa per come l'ha trattata. Quando Troy viene sospettato di aver stuprato e rasato a zero una ragazza dopo un party, Veronica lo aiuta a provare la sua innocenza lasciando da parte i rancori.

### Leo D'Amato
Leo è un delegato del Dipartimento dello Sceriffo di Neptune con il quale Veronica esce per breve tempo nella prima stagione. Inizialmente Veronica si reca da Leo solo ottenere l'accesso ai file e alle prove che si trovano all'interno della stazione di polizia, ma il ragazzo si prende presto una cotta per lei e le chiede di uscire. Veronica rompe con Leo dopo che lei e Logan Echolls si sono baciati e dopo aver così capito che il legame che la lega a Logan e più forte di quello con Leo e non vuole essere ingiusta nei confronti di quest'ultimo.

### Logan Echolls
Veronica comincia ad uscire con Logan Echolls alla fine della prima stagione. Mentre usciva con Leo D'Amato, Veronica aveva baciato Logan per ringraziarlo di averla salvata da un possibile sequestratore, in realtà un agente dell'ATF. Il loro bacio era diventato qualcosa di più quando Logan l'aveva stretta in un abbraccio appassionato. Nessuno dei due poteva ignorare la loro alchimia e così avevano cominciato ad uscire insieme segretamente sotto il naso degli amici degli 09ers di Logan.
La loro relazione sembra andare in frantumi quando viene rivelato che Logan aveva fornito il GHB alla festa di Shelly Pomroy a causa del quale Veronica era stata drogata e stuprata. Per qualche tempo Veronica sospetta persino che sia Logan il suo violentatore. Quando scopre la verità, la loro relazione riprende il cammino iniziato. La loro relazione viene svelata agli 09ers durante un party dato da Aaron Echolls in onore di Logan. Allo stesso party, Veronica scopre delle telecamere posizionate sopra al letto della casa della piscina di Logan e decide di andarsene, ma successivamente scopre di nuovo l'innocenza di Logan. Le telecamere erano infatti lì all'insaputa di Logan. Successivamente Veronica scopre che Logan non ha un alibi per il giorno in cui Lilly fu uccisa e ha paura che possa essere lui il colpevole. Comunica ciò allo sceriffo che lo interroga e che rivela al ragazzo che a denunciarlo è stata la sua ragazza. Così si incontrano sulla spiaggia e Logan infuriato la lascia.
Veronica scopre che le telecamere posizionate sopra al letto sono state utilizzate dal padre di Logan, Aaron Echolls, e scopre che Aaron uccise Lilly dopo che la ragazza aveva rubato le cassette che dimostravano gli atti sessuali tra i due. La notte che Aaron viene arrestato per l'assassinio di Lilly, Logan si presenta a casa di Veronica gravemente ferito dai PCH. Veronica rimane al suo fianco durante il processo per l'omicidio di Felix Toombs, del quale Logan è accusato. Sebbene Logan venga assolto, il suo comportamento durante l'estate diventa irregolare sia a causa del suo processo sia perché ha scoperto che suo padre aveva una relazione con Lilly e l'ha uccisa.
Logan e gli altri 09ers cominciano una guerra con i PCH e Veronica teme per la vita del suo ragazzo. Decide così di lasciarlo senza però ferirlo ma Logan diventa violento viene cacciato fisicamente dalla casa di Veronica da suo padre. Logan cova rancore nei confronti di Veronica per la maggior parte della seconda stagione, specialmente quando la ragazza torna insieme a Duncan.
Col proseguire della stagione però, Logan rivela a Veronica di sentire ancora qualcosa per lei e pensa che il loro amore sia 'epico'. Veronica ritorna da lui la mattina dopo avergli rivelato i suoi sentimenti, solo per scoprire che il ragazzo non ricorda cosa lei gli aveva detto e che la notte prima ha dormito con la sua vecchia fiamma Kendal Casablancas. Durante il confronto con Cassidy Casablancas sul tetto del Neptune Grand, è a Logan che Veronica telefona per chiedere aiuto.
In seguito, i due ricominciano la loro relazione. All'inizio della terza stagione, entrambi cominciano l'Hearst College. La loro relazione sembra andare per il verso giusto, ma Veronica ha scoperto diverse cose riguardo a Logan dell'ultimo anno e scopre di non potersi più fidare del ragazzo. Sebbene lo disprezzi poiché le ha rivelato che lui e Mercer hanno lasciato a Tijuana un motel in fiamme senza aiutare le persone a scappare, lei capisce i suoi veri sentimenti per il ragazzo quando lui accorre in suo aiuto dopo che lei è stata drogata dal violentatore della Hearst.
Logan, non sopportando che Veronica si trovi in costante pericolo, prova a convincere la ragazza ad abbandonare la sua investigazione sullo stupratore e anche di avere una guardia del corpo che la segue costantemente senza però la sua conoscenza. Sebbene loro affrontino insieme i loro problemi e ammettano di amarsi l'un l'altro, Logan rompe con Veronica nel nono episodio. Il ragazzo dice che non possono stare insieme poiché nessuno dei due può cambiare (Veronica con le sue questioni sulla fiducia e Logan con il suo bisogno di proteggerla nonostante i desideri della ragazza) e che sarebbe meglio troncare subito invece di proseguire la relazione per molto tempo. Logan confida comunque a Veronia che per lei lui ci sarà sempre. Veronica è profondamente sconvolta e decide così di tornare a casa. Quando Logan capisce che Mercer era l'unico che aveva attaccato Veronica, decide di farsi mettere in prigione apposta per poter essere nella stessa cella del ragazzo e poter così vendicarsi.
Logan e Veronica passarono sei settimane divisi. Durante la loro separazione, Dick cercò di aiutare Logan portandolo sulla spiaggia e facendolo incontrare con un gruppo di ragazze. In seguito Veronica si presenta da Logan e i due si baciano rendendosi conto che entrambi sentono la mancanza dell'altro e tornando così ad essere nuovamente una coppia. Nell'episodio successivo Logan rivela a Veronica di aver avuto una piccola relazione mentre non erano insieme. Veronica scopre in seguito che la ragazza con cui Logan ha dormito ad Aspen è Madison Sinclair e si infuria. Questa volta la gelosia sessuale a un'avversione a perdonare e dimenticare pone fine alla loro relazione.
Logan lascia Parker Lee mentre Veronica rimane comunque con Stosh "Piz" Piznarski. La serie si conclude con il giorno delle votazioni fra la pioggia e le lacrime di Veronica.
Nel film, Veronica ritorna in città per aiutare Logan in un caso che lo vede come presunto colpevole della morte della sua ex, Veronica ora è un avvocato e decide di aiutarlo, ma i loro sentimenti riaffioreranno con prepotenza, infine i due ritornano insieme, dopo che Logan viene prosciolto dalle accuse. Ora Logan è un militare, quindi si vede costretto a partire, con la promessa di ritornare dalla sua amata Veronica, la quale lo aspetterà.

### Stosh "Piz" Piznarski
Veronica incontra Piz il primo giorno all'Hearst College quando Wallace (compagno di stanza di Piz) gli chiede aiuto per ritrovare delle cose perdute da Piz. Quando i due s'incontrano, Piz sembra per un momento sorpreso di Veronica e comincia a piacergli, cosa non ricambiata dalla ragazza che sta insieme a Logan Echolls. Da allora Veronica ignora il loro feeling ma instaura un'amicizia con il ragazzo, condividendo i pensieri che sorgono a Veronica durante i problemi con Logan. Piz suggerirà a Veronica di tornare con Logan quando le rivela di accettare le brave persone nella sua vita. Dopo aver rotto con Logan e aver iniziato ad uscire con Parker, Veronica fraintende i sentimenti di Piz alla festa di compleanno di Parker. Wallace dice a Veronica di sapere che lei sa benissimo cosa Piz prova nei suoi confronti, sebbene continui a negarlo. In seguito la ragazza parla con Piz riguardo alla loro amicizia e Piz la bacia (su consiglio di Wallace). Piz se ne va dopo il bacio di Veronica e la ragazza, dopo aver chiesto a Wallace dove fosse Piz, lo raggiunge e lo bacia di fronte all'ascensore che nel frattempo si apre e Logan sorprende i due a baciarsi. I due intraprendono così una relazione sebbene entrambi sono consapevoli dei sentimenti di Logan per Veronica. Il rapporto di amicizia tra Logan e Veronica, instauratosi con la nascita della storia di Veronica con Piz, sembra rompersi definitivamente quando compare su internet un video di Veronica e Piz a letto insieme. Logan assale così Piz rompendogli delle costole e facendogli gli occhi neri. Veronica sa che non è stato Piz a girare quel video (il video è stato girato dall'associazione che fa capo a Jake Kane poiché Wallace stava per entrarne a far parte) così alla fine della serie i due sono ancora insieme nonostante Veronica e Logan siano consapevoli di quel che provano l'uno verso l'altro.
Nel film hanno da poco ripreso a frequentarsi, ma Veronica aiuterà Logan in un caso, inoltre decide di posticipare il suo ritorno a New York con Piz, il quale alla fine la lascia capendo che lei è ancora innamorata di Logan.